# Niederösterreichischer Cup 1922/1923
Pátý ročník Niederösterreichischen-Cup (rakouského fotbalového poháru) se konal od 11. února do 8. července 1923. Celkem turnaj hrálo 29 klubů.
Trofej získal poprvé v klubové historii Wiener SK, který ve finále porazil SC Wacker 3:1.